# Estrelas no Chão
Estrelas no Chão foi uma telenovela brasileira produzida pela Rede Tupi exibida de 2 de outubro de 1967 a dezembro de 1967 às 18h30 e posteriormente às 20h. Foi escrita por Lauro César Muniz sob pseudônimo de Jordão Amaral e dirigida por Wanda Kosmo.
A novela contava a vida e os problemas dos artistas da TV, essa ideia também seria usada pelo autor em Espelho Mágico.

## Enredo
Telma vem do interior e tenta ascender na carreira de atriz, mostrando-se inescrupulosa.

## Elenco
- Geórgia Gomide - Telma
- Juca de Oliveira - Horácio
- Luiz Gustavo - Jorge
- Meire Nogueira - Regina
- Elísio de Albuquerque - Arquibaldo
- Susana Vieira - Silvia
- Machadinho
- Lúcia Mello
- Marina Freire
- Wanda Kosmo - Madalena
- Dina Lisboa - Augusta
- Néa Simões - Odete
- Léa Camargo - Vilma
- Osmano Cardoso - Eugênio
- Yara Amaral
- Wanda Marlene- * uma atriz mineira do teleteatro da TV Itacolomi de Belo Horizonte